# Dicranomyia pauli
Dicranomyia pauli är en tvåvingeart som beskrevs av Geiger 1983. Dicranomyia pauli ingår i släktet Dicranomyia och familjen småharkrankar. Inga underarter finns listade i Catalogue of Life.